# Arayat
Arayat est une municipalité de la province de Pampanga, aux Philippines.